# Regeringen Christensen II
Regeringen Christensen II var Danmarks regering 24. juli 1908 – 12. oktober 1908
Den bestod af følgende ministre:
- Konseilspræsident og forsvarsminister: J.C. Christensen
- Udenrigsminister: F.C.O. Raben-Levetzau
- Finansminister:

Niels Neergaard
- Indenrigsminister: Sigurd Berg
- Justitsminister:

Svend Høgsbro
- Minister for Kirke- og Undervisningsvæsenet: Enevold Sørensen
- Minister for offentlige arbejder:

Jens Jensen-Sønderup
- Landbrugsminister: Anders Nielsen
- Minister for Island: Hannes Hafstein